# أوكتافيو بيسيريل
أوكتافيو بيسيريل (بالإسبانية: Octavio Becerril)‏ هو لاعب كرة قدم مكسيكي في مركز الدفاع، ولد في 31 مارس 1964 في أزكابوتزالكو في المكسيك. شارك مع منتخب المكسيك لكرة القدم. أما مع النوادي، فقد لعب مع تيبورونيس روخوس دي فيراكروز ونادي ديبورتيفو تولوكا ونادي نيكاكسا.

## وصلات خارجية
- أوكتافيو بيسيريل على موقع الاتحاد الدولي (مؤرشف)  (الإنجليزية)
- أوكتافيو بيسيريل على موقع قاعدة بيانات كرة القدم.إي يو (الإنجليزية)